# Chuyện tình Băng Cốc
Chuyện tình Băng Cốc (tiếng Anh: Bangkok Love Story, tiếng Thái: เพื่อน...กูรักมึงว่ะ) là một bộ phim Thái Lan năm 2007 được viết và đạo diễn bởi Poj Arnon. Một bộ phim hành động, lãng mạn kể về một người nam đem lòng yêu một kẻ giết mướn đang được giao nhiệm vụ giết mình.

## Nội dung
Một kẻ giết mướn cô độc tên Mhek được giao nhiệm vụ bắt cóc một cảnh sát tên It. Tuy nhiên, trái tim Mhek đã thay đổi khi Mhek được ra lệnh giết It. Trong một cuộc đọ súng với người những người thuê giết, Mhek bị thương, It chụp được Mhek và bắn trả lại. Hai người chạy trốn bằng xe máy của Mhek.
Ở nơi lẫn trốn, It chăm sóc vết thương cho Mhek và Mhek đã lôi cuốn It. Một ngày khi tắm cho Mhek, It đã quan hệ tình dục với Mhek. Xung đột trong tư tưởng, Mhek yêu cầu It phải bỏ đi. It trở về với người vợ chưa cưới, Sai, nhưng đã không còn nồng ấm với cô ta nữa. It trải qua những ngày không quên được Mhek và tìm kiếm thông qua người em trai, Mhok, và mẹ của Mhek. Mhok mang trong mình HIV.

## Diễn viên
- Rattanaballang Tohssawat vai Maek (Cloud)
- Chaiwat Thongsaeng vai Iht (Stone)
- Weeradit Srimalai vai Mhok (Fog)
- Chatcha Rujinanon vai Sai (Sand)
- Suchao Pongwilai
- Chonprakhan Janthareuang
- Uthumporn Silaphan
- Rachanu Boonchuduang

## Đánh giá
Chuyện tình Băng Cốc công chiếu ở các rạp Thái Lan ngày 13 tháng 8 năm 2007. Bộ phim trở nên nổi tiếng, tờ Bưu điện Băng Cốc cho rằng đây là bộ phim "ai cũng nói tới".
Có nhiều ý kiến khác nhau về bộ phim. Tuần báo BK cho rằng bộ phim cường điệu quá đáng nhưng khen ngợi kỹ thuật quay phim của Tiwa Moeithaisong "đã làm cho Băng Cốc là chính mình".
Website Fridae của cộng đồng thiên hướng tình dục thiểu số ca tụng bộ phim như là "bộ phim đồng tính táo bạo nhất của Thái Lan đến nay".
Nhà sản xuất phim Vitaya Saeng-aroon ca ngợi bộ phim, cho rằng Poj Arnon đã "can đảm khi đánh thức xã hội".
Chuyện tình Băng Cốc được chiếu ở Liên hoan phim Độc lập Quốc tế Brussels lần thứ 34 và giành giải thưởng cao nhất, Grand Award của tất cả các thể loại. Phim cũng được lựa chọn trong Đêm mở rộng cho Liên hoan phim Người đồng tính Hồng Kông 2007 và trình chiếu ở Liên hoan phim Người đồng tính Luân Đôn 2008.